# Список лідерів кінопрокату України 2008
Список лідерів кінопрокату України 2008 містить анотоване перерахування лідерів бокс-офісу України для фільмів, що вперше вийшли в український кінопрокат протягом календарного року 2008 та які за всю свою прокатну історію в Україні зібрали суму у понад $1 млн. 
Список включає збори, зароблені фільмами під-час продажу квитків у кінотеатрах; прибуток від VHS/DVD/Blu-Ray/Video-on-demand, показу на ТБ тощо не враховується. Суми вказуються у доларах США і не враховують інфляцію. Якщо не вказано іншого джерела, суми касових зборів наведені за даними сайту Box Office Mojo.
| #  | Назва фільму                                    | Країна               | Збори в Україні, $ |
| -- | ----------------------------------------------- | -------------------- | ------------------ |
| 1  | Адмірал                                         | Росія                | 4 057 160          |
| 2  | Мадагаскар 2                                    | США                  | 3 626 871          |
| 3  | Найкращий фільм                                 | Росія                | 2 443 567          |
| 4  | Мумія: Гробниця Імператора драконів             | США, КНР, Німеччина  | 2 429 865          |
| 5  | Хенкок                                          | США                  | 2 145 629          |
| 6  | Квант милосердя                                 | Велика Британія      | 2 026 217          |
| 7  | Панда Кунг-Фу                                   | США                  | 1 964 576          |
| 8  | Особливо небезпечний                            | США, Німеччина       | 1 839 849          |
| 9  | Індіана Джонс і королівство кришталевого черепа | США                  | 1 611 348          |
| 10 | Гітлер капут!                                   | Росія                | 1 451 233          |
| 11 | Кохання-зітхання 2                              | Росія                | 1 414 604          |
| 12 | Секс і Місто                                    | США                  | 1 225 402          |
| 13 | ВОЛЛ·І                                          | США                  | 1 223 653          |
| 14 | Хроніки Нарнії: Принц Каспіан                   | Велика Британія, США | 1,121,175          |
| 15 | Сафо. Кохання без меж                           | Україна              | 1 110 161          |
| 16 | День, коли Земля зупинилась                     | США, Канада          | 1 079 765          |